# Boscos de pi i roure de l'Amèrica Central
L'ecoregió dels boscos de pi i roure de l'Amèrica central és configurada per una successió de biomes de boscos tropicals i subtropicals de coníferes, i es troba a l'Amèrica central i al sud de Mèxic en estat crític o en perill.
Els boscos de pi i roure d'Amèrica central ocupen una superfície de 111.400 km², estenent-se al llarg de la columna vertebral muntanyosa de l'Amèrica central, que va des de sierra Madre de Chiapas, a l'estat de Chiapas a Mèxic a través de les terres altes de Guatemala, El Salvador i Hondures amb el centre de Nicaragua.
Els boscos de pi i roure es troben entre els 600-1.800 m d'altitud, i estan envoltats d'elevacions més baixes per boscos humits tropicals i boscos secs tropicals. A grans altures, per sobre de 1.800 m, solen estar coberts de boscos de muntanya de l'Amèrica central.
Els boscos d'Amèrica central de pi i roure es componen de moltes espècies característiques de zones temperades de l'Amèrica del Nord, inclosos roures (Quercus spp.), pins (Pinus spp.) avets (Abies spp.), i xiprers (Cupressus spp.).

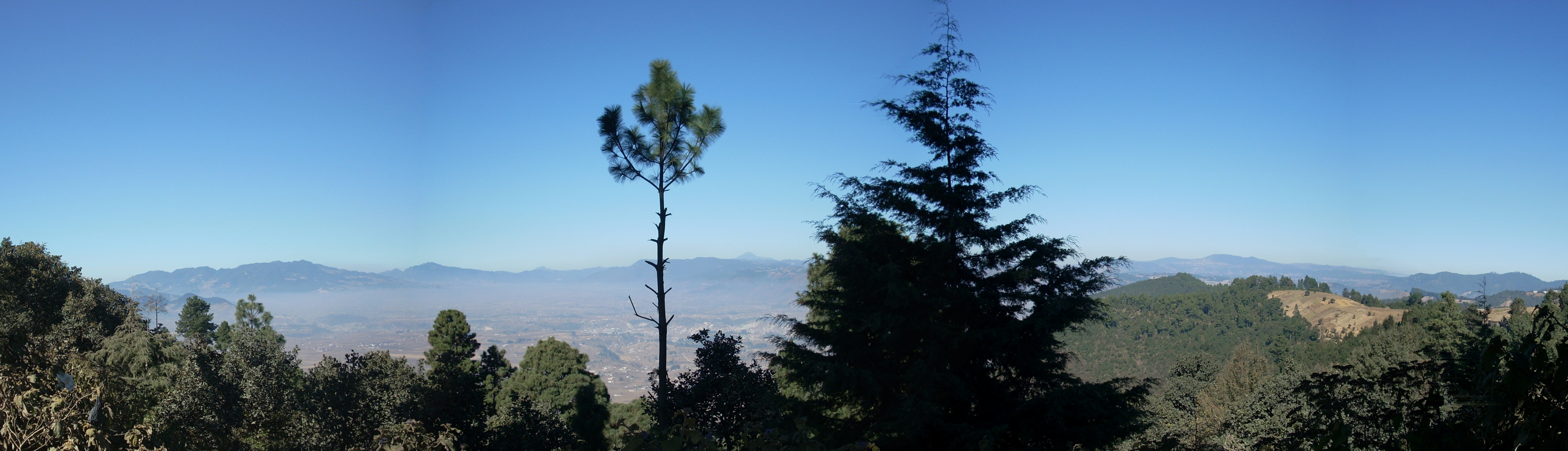
Vista de la serralada de sierra Madre de Chiapas, a Guatemala, mirant cap a les valls de Quetzaltenango i Salcajá. La muntanya de l'esquerra és del volcà Siete Orejas. El con del volcà Tajumulco és visible en l'horitzó des del centre de la foto.